# Volatile Times
Volatile Times — четвертий студійний альбом проекту «IAMX», випущений навесні 2011 року.

## Композиції
1. «I Salute You Christopher»
2. «Music People»
3. «Volatile Times»
4. «Fire and Whispers»
5. «Dance with Me»
6. «Bernadette»
7. «Ghosts of Utopia»
8. «Commanded by Voices»
9. «Into Asylum»
10. «Cold Red Light»
11. «Oh Beautiful Town»